# Železniční trať Šanghaj – Kchun-ming
Železniční trať Šanghaj – Kchun-ming, zvaná místně také Chu-kchun (čínsky 沪昆铁路, pchin-jinem hùkūn tiělù), je páteřní elektrifikovaná a z větší části dvoukolejná železniční trať v Čínské lidové republice, kde propojuje východní Čínu s jihozápadní Čínou. Začíná v Šanghaji a vede přes provincie Če-ťiang, Ťiang-si, Chu-nan, Kuej-čou a Jün-nan, kde končí v hlavním městě provincie, Kchun-mingu, na tamním hlavním nádraží.
Celková délka trati je 2 690 kilometrů, přičemž dvoukolejná je větší část z Šanghaje do Liou-pchan-šueje, jednokolejný je zbývající úsek z Liou-pchan-šueje do Kchun-mingu, který má délku přibližně čtyři sta kilometrů. V úseku Šanghaj – Ču-čou je maximální traťová rychlost 200 km/h, v úseku z Ču-čou do Chuaj-chua je maximum 120 km/h.
Víceméně souběžně s touto tratí vede v roce 2016 dokončená vysokorychlostní trať Šanghaj – Kchun-ming.

## Dějiny

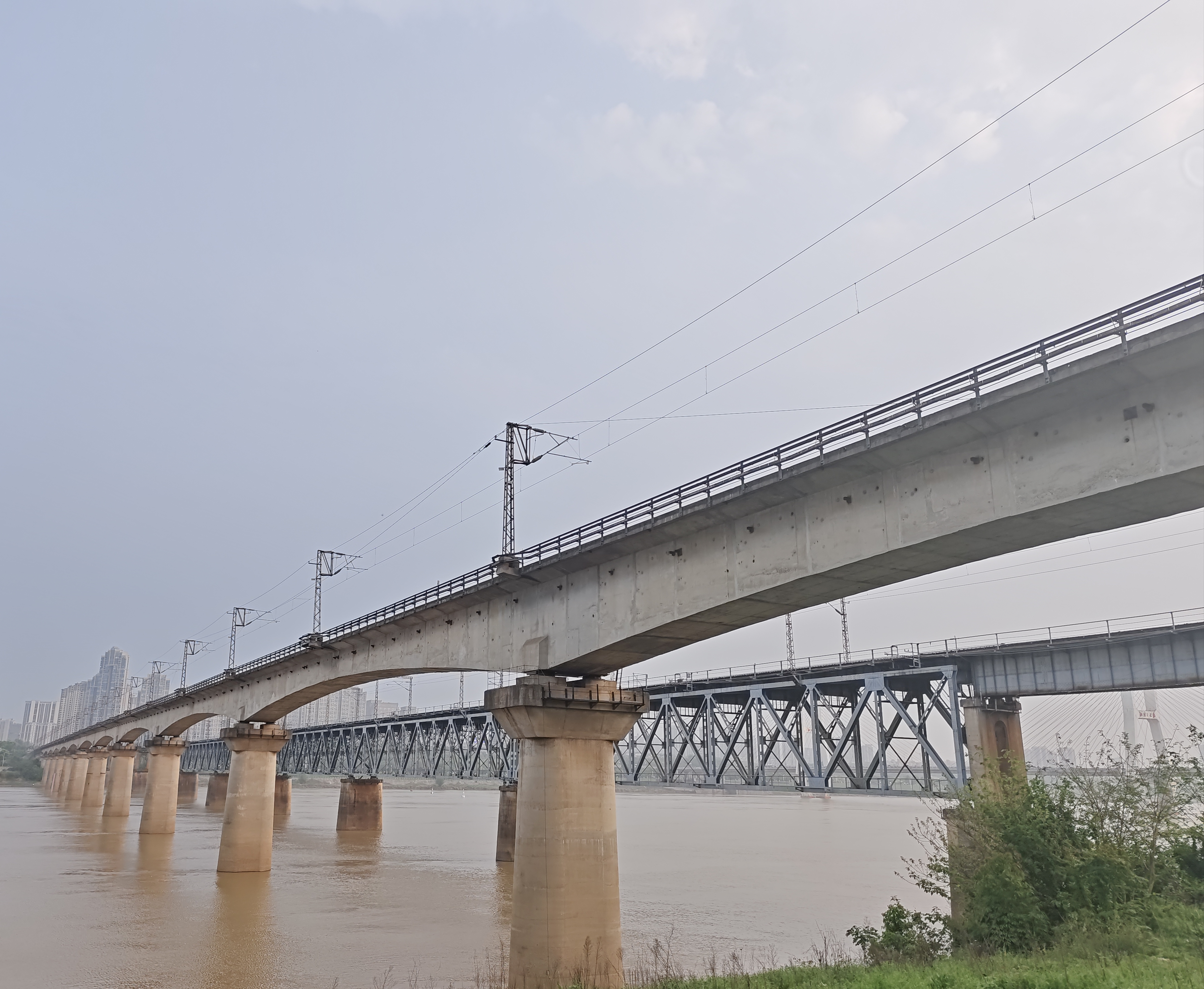
Šanghaj – Kchun-ming, most přes řeku Siang-ťiang v provincii Chu-nan

Historicky se trať skládá ze čtyř tratí vybudovaných v průběhu více než 70 let. Jako jediná trať se začaly označovat v roce 2006, kdy čínské ministerstvo železnic provedlo rekonstrukci některých úseků a zvýšilo povolenou rychlost. Historické tratě byly:
- trať Šanghaj – Chang-čou (zvaná Chu-chang, čínsky 沪杭铁路, pchin-jinem Hùháng Tiĕlù) spojující Šanghaj s Chang-čouem, hlavním městem Če-ťiangu, která byla vybudována v letech 1906-1909 a má délku 189 kilometrů
- trať Chang-čou – Ču-čou (zvaná Če-kan, čínsky 浙赣铁路, pchin-jinem Zhègàn Tiĕlù) spojující Chang-čou s Ču-čou v provincii Chu-nan, která byla vybudována v letech 1899–1926 a má délku 946 kilometrů
- trať Ču-čou – Kuej-jang (zvaná Siang-čchien, čínsky 湘黔铁路, pchin-jinem Xiāngqián Tiĕlù) spojující Ču-čou s Kuej-jangem, hlavním městem provincie Kuej-čou. Stavba této trati začala v roce 1937, ale byla v roce 1939 přerušena začátkem Druhé čínsko-japonské války. Na práce bylo navázáno až v roce 1953 a trať byla dokončena v celé délce 905 kilometrů až v roce 1975.
- trať Kuej-jang – Kchun-ming (zvaná Kuej-kchun, čínsky 贵昆铁路, pchin-jinem Guìkūn Tiělù) o délce 639 kilometrů, postavená v letech 1958–1970 a spojující Kuej-jang s Kchun-mingem.